# 金熙正
金熙正（韓語：김희정，1975年1月1日—），韩国女子击剑运动员。她曾参加1996年和2004年夏季奥运会重剑比赛，还曾获得2002年亚洲运动会女子重剑个人金牌。